# Іловіца
Іловіца (рум. Ilovița) — село у повіті Мехедінць в Румунії. Входить до складу комуни Іловіца.
Село розташоване на відстані 288 км на захід від Бухареста, 19 км на північний захід від Дробета-Турну-Северина, 148 км на південний схід від Тімішоари, 116 км на північний захід від Крайови.

## Населення
За даними перепису населення 2002 року у селі проживали 827 осіб, усі — румуни. Усі жителі села рідною мовою назвали румунську.